# Wellow, Somerset
Wellow är en ort och civil parish i Storbritannien.   Den ligger i kommunen Bath and North East Somerset och riksdelen England, i den södra delen av landet, 160 km väster om huvudstaden London. Wellow ligger 84 meter över havet och antalet invånare är 529.
Terrängen runt Wellow är huvudsakligen platt, men norrut är den kuperad. Runt Wellow är det ganska tätbefolkat, med 144 invånare per kvadratkilometer. Närmaste större samhälle är Bath, 5,7 km norr om Wellow. Trakten runt Wellow består i huvudsak av gräsmarker.